# یاشونا (شهرستان کراپکوویتسه)
یاشونا (به لاتین: Jasiona) یک روستا در لهستان است که در گمینا زجشوویتسه واقع شده‌است.